# Liste der Naturdenkmale in Jöhstadt
Die Liste der Naturdenkmale in Jöhstadt nennt die Naturdenkmale in Jöhstadt im sächsischen Erzgebirgskreis.

## Definition
„Naturdenkmäler sind rechtsverbindlich festgesetzte Einzelschöpfungen der Natur oder entsprechende Flächen bis zu fünf Hektar, deren besonderer Schutz erforderlich ist
1. aus wissenschaftlichen, naturgeschichtlichen oder landeskundlichen Gründen oder
2. wegen ihrer Seltenheit, Eigenart oder Schönheit.“

„§ 18 – Naturdenkmäler – (zu § 28 BNatSchG)
(1) Die Erklärung nach § 22 Abs. 1 BNatSchG von Teilen von Natur und Landschaft als Naturdenkmal erfolgt durch Rechtsverordnung oder Einzelanordnung.
(2) Über § 28 Abs. 1 BNatSchG hinaus können Naturdenkmäler zur Sicherung von Lebensgemeinschaften oder Lebensstätten von im Bestand gefährdeten oder streng geschützten Arten festgesetzt werden.“

## Liste
Link zu einem Kartenansichtstool, um Koordinaten zu setzen.
| Bild                          | Bezeichnung                          | Lage                                          | Beschreibung                                                               | Datum                                                                                     | Nummer     |
| ----------------------------- | ------------------------------------ | --------------------------------------------- | -------------------------------------------------------------------------- | ----------------------------------------------------------------------------------------- | ---------- |
| BW                            | Am Gründelwald                       | Jöhstadt (50° 31′ 18,5″ N, 13° 5′ 37,3″ O)    | Fläche: ca. 35846 m²                                                       | Verordnung des Landkreises Annaberg vom 20.03.1997, Landkreisnachrichten Nr. 4/97         | 364.23-126 |
| BW                            | An der Dorfmühle                     | Grumbach (50° 32′ 55,4″ N, 13° 7′ 7,9″ O)     | Fläche: ca. 18454 m²                                                       | Verordnung des Landkreises Annaberg vom 20.03.1997, Landkreisnachrichten Nr. 4/97         | 364.23-129 |
| BW                            | Feuchtgebiet Neugrumbach             | Neugrumbach (50° 32′ 54,6″ N, 13° 5′ 47,8″ O) | Fläche: ca. 54900 m²                                                       | Verordnung des Landkreises Annaberg vom 20.03.1997, Landkreisnachrichten Nr. 4/97         | 364.23-130 |
| BW                            | Götzeleck                            | Steinbach (50° 32′ 44,9″ N, 13° 10′ 2,3″ O)   | Fläche: ca. 30522 m²                                                       | Verordnung des Landkreises Annaberg vom 20.03.1997, Landkreisnachrichten Nr. 4/97, S. 9   | 364.23-128 |
| BW                            | Klippen 800 m SSE Dorfmühle Grumbach | Grumbach (50° 32′ 30,7″ N, 13° 7′ 22,3″ O)    | Fläche: ca. 5207 m²                                                        | Beschluss des Rates des Kreises Annaberg Nr. 517 vom 27.05.1982                           | 364.23-132 |
| BW                            | Mischwald am Wolfwehr                | Steinbach (50° 32′ 47,3″ N, 13° 8′ 22,3″ O)   | Fläche: ca. 12177 m²                                                       | Verordnung des Landkreises Annaberg vom 14.02.2003, Landkreisnachrichten Nr. 9/2003, S. 3 | 364.23-125 |
| BW                            | Silbersee                            | Jöhstadt (50° 31′ 28,1″ N, 13° 4′ 46,6″ O)    | Fläche: ca. 3639 m²                                                        | Verordnung des Landkreises Annaberg vom 20.03.1997, Landkreisnachrichten Nr. 4/97         | 364.23-127 |
| BW                            | Steinbruch an der Satzunger Straße   | Schmalzgrube (50° 31′ 11,3″ N, 13° 8′ 33″ O)  | Fläche: ca. 612 m²                                                         | Verordnung des Landlkreises Annaberg vom 14.02.2003                                       | 364.23-131 |
| mehr Fotos \| Fotos hochladen | Mühlbaum Bergahorn                   | Steinbach (50° 33′ 44,5″ N, 13° 9′ 54,8″ O)   | - Alter: 250 Jahre - Höhe: 20 m - Umfang: 4,75 m - Kronendurchmesser: 50 m |                                                                                           |            |